# Чувство ловкости
«Чувство ловкости» — второй студийный альбом российской поп-рок группы «Градусы». Альбом состоит из 12 треков, четыре из них («Я всегда помню о главном», «Научиться Бы Не Париться», «Радио дождь», «Грязные стекла») были выпущены ранее в виде синглов. Альбом был выпущен 22 апреля 2014 года на лейбле «Монолит Рекордс». Альбом был исполнен 27 апреля на радио «Европа плюс»

## Об альбоме
В альбоме представлены треки, которые не вошли в первый альбом «Голая», но написаны в один период с ним и были исполнены ранее на концертах

## Критика и оценки

### Отзывы в специализированных музыкальных изданиях
По мнению, Алексея Мажаева из InterMedia альбом «провалом не назовёшь, звучит он вполне симпатично». Критик обратил внимание на трек «Привычка сбегать из дома (Невесома)» он сказал, что «трек отличается и красивой мелодией, и забойным речитативом». Четвертый трек в альбоме «Головастики» похвалил, сказав, что песня «зарисовка нравов шоу-бизнеса, получившаяся вполне добродушной благодаря использованию фанк-ритмов». Рецензент считает, что в песне «Какашки» «острота высказывания ограничилась заголовком, а в тексте тема практически не раскрыта» и добавил, что с песней «Кокаин» «вышло еще хуже». Критик обратил внимание на песню «Нефти» и сказал, что «припев поначалу озадачивает» и сделал акцент на том, что трек «в стиле диско». Девятый трек «Научиться Бы Не Париться» рецензент назвал «безделушкой». А песню «Радио дождь» похвалил за «запоминающийся мелодичный припев» и отметил то, что припев «получился чуточку сложнее, чем могла ожидать аудитория „Градусов“». 
Алексей поставил оценку 3 из 5 звёзд
По мнению, Дмитрия Прочухана из Newsmuz альбом «получился гораздо более слабым, чем его предшественник „Голая“». По мнению критика, треки «Какашки», «Научиться бы не париться», «Что я делаю не так», «Я всегда помню о главном» «звучат как фоновые и не запоминаются ни своим мелодическими линиями, ни какой-нибудь интригой в текстах». В Песне «Нефти» критик отметил «фирменную откровенную двусмысленность». В песне «Радио-дождь» рецензент отметил «динамичной и танцевальной». Трек «Заметает» Дмитрий назвал «главным хитом альбома». 
Закончив рецензию, критик поставил оценку 5 из 10.
По мнению, Олега Лузина из Weburg «альбом оставляет весьма хорошее впечатление»

## Коммерческий успех
Альбом дебютировал на 7 месте в чарте альбомов в ITunesи попал на 4 место в чарте альбомов на Muz.ru.
Трек «Я всегда помню о главном» попал на первое место в чарте Top Radio Hits.
Трек «Нефти» попал на 12 место в чарте Top Radio Hits.
Трек «Радио дождь» попал на 7 место в чарте Top Radio Hits.

## Чарты
| Чарты (28 апреля — 4 мая, 2014 год) | Высшая позиция | Источник |
| ----------------------------------- | -------------- | -------- |
| Россия (iTunes)                     | 7              | [ 12 ]   |

| Чарты                             | Высшая позиция | Источник |
| --------------------------------- | -------------- | -------- |
| Россия (Top Radio Hits)           | 1              | [ 14 ]   |
| Россия (Top Radio & YouTube Hits) | 271            | [ 14 ]   |

| Чарты                   | Высшая позиция | Источник |
| ----------------------- | -------------- | -------- |
| Россия (Top Radio Hits) | 12             | [ 15 ]   |

| Чарты                   | Высшая позиция | Источник |
| ----------------------- | -------------- | -------- |
| Россия (Top Radio Hits) | 7              | [ 16 ]   |

## Трек-лист
Адаптировано под Apple Music
| №   | Название                              | Длительность |
| --- | ------------------------------------- | ------------ |
| 1.  | «Грязные стёкла»                      | 3:27         |
| 2.  | «Привычка сбегать из дома (Невесома)» | 3:30         |
| 3.  | «Тону»                                | 3:26         |
| 4.  | «Головастики»                         | 3:31         |
| 5.  | «Я всегда помню о главном»            | 3:33         |
| 6.  | «Нефти»                               | 3:51         |
| 7.  | «Кокаин»                              | 3:52         |
| 8.  | «Заметает»                            | 5:07         |
| 9.  | «Научиться бы не париться»            | 3:27         |
| 10. | «Радио дождь»                         | 3:12         |
| 11. | «Какашки»                             | 3:24         |
| 12. | «Что я делаю не так?»                 | 4:06         |